# Goldkehlbülbül
Der Goldkehlbülbül (Pycnonotus xantholaemus) ist ein in Südindien lebender Singvogel.

## Merkmale

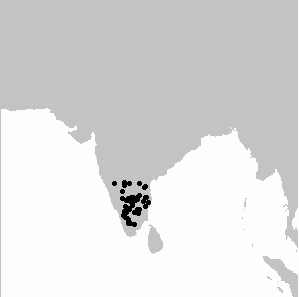
Verbreitungsgebiet

Der Goldkehlbülbül ist ein haubenloser, 20 cm langer Sperlingsvogel mit gelb-grünem Kopf und hell gelber Kehle. Unterseite und Oberseite sind grau, Steiß und Unterschwanzdecken gelb. Flügel und Schwanz sind gelblich-grün, der Schwanz mit breiter weißlich gelber Spitze. Weibchen und Männchen sehen gleich aus. Dem Goldkehlbülbül ähnlich ist der Weißbrauenbülbül (Pycnonotus luteolus), jedoch hat dieser einen blassen Überaugenstreif und ihm fehlen die gelbe Kehle und die helle Schwanzspitze.

## Verbreitung
Der Goldkehlbülbül ist ein Endemit des südlichen Indiens. In den Ostghats lebt er im südlichen Andhra Pradesh, in den Westghats im östlichen Karnataka und im östlichen Kerala. Des Weiteren kommt er im nördlichen Tamil Nadu und in Odisha vor. Alle jüngeren Sichtungen kommen von Bergen südlich 16 °N und östlich 76 °O. Die südliche Grenze des Verbreitungsgebietes wurde kürzlich, nach Sichtungen an den Osthängen von Devarmala, um 30 km erweitert.

## Lebensraum und Lebensweise
Der Goldkehlbülbül ist ein weitgehend sesshafter Vogel. Er lebt in steinigen Hügeln und felsigen Ausläufern mit dichtem Unterholz, meist dornigem Gestrüpp, Sträucher und trockenem oder feuchtem Laubwald in Höhen von 300 bis 1800 m. Er toleriert auch pflanzenarmen Lebensraum, in vollständig kahlen Gebieten ist er jedoch nicht anzutreffen. Goldkehlbülbül sind paarweise oder in kleinen Gruppen von bis zu sechs Vögeln zusammen. Sie sind scheu, sitzen aber auch oft auf großen Felsen in offenem Gelände. Ihre Nahrung besteht hauptsächlich aus Beeren, die eher von Sträuchern als von Bäumen genommen werden. Insekten werden meist im Anflug von der Vegetation, ansonsten vom Boden oder aus den Zwischenräumen von Felsen erbeutet. Über ihre Brutgewohnheiten ist wenig bekannt. Nach Beobachtungen war ein Nest am Boden nach acht Tagen gebaut, die zwei Eier wurden 20 Tage bebrütet und die Jungen waren nach 13 Tagen flügge.

## Gefährdung
Obwohl das Verbreitungsgebiet sehr groß ist, sind die Populationen des Goldkehlbülbüls klein und stark fragmentiert. Habitatszerstörung und -degradierung lassen die Bestände zurückgehen. Von der IUCN wird die Art deshalb als gefährdet (Vulnerable, VU) eingestuft.